# Al Swearengen
Ellis Albert Swearengen (* 8. Juli 1845 in Oskaloosa, Iowa; † 1904 in Colorado), genannt Al Swearengen, war Mitgründer der Stadt Deadwood, South Dakota, in der er das Gem Theater betrieb.

## Leben

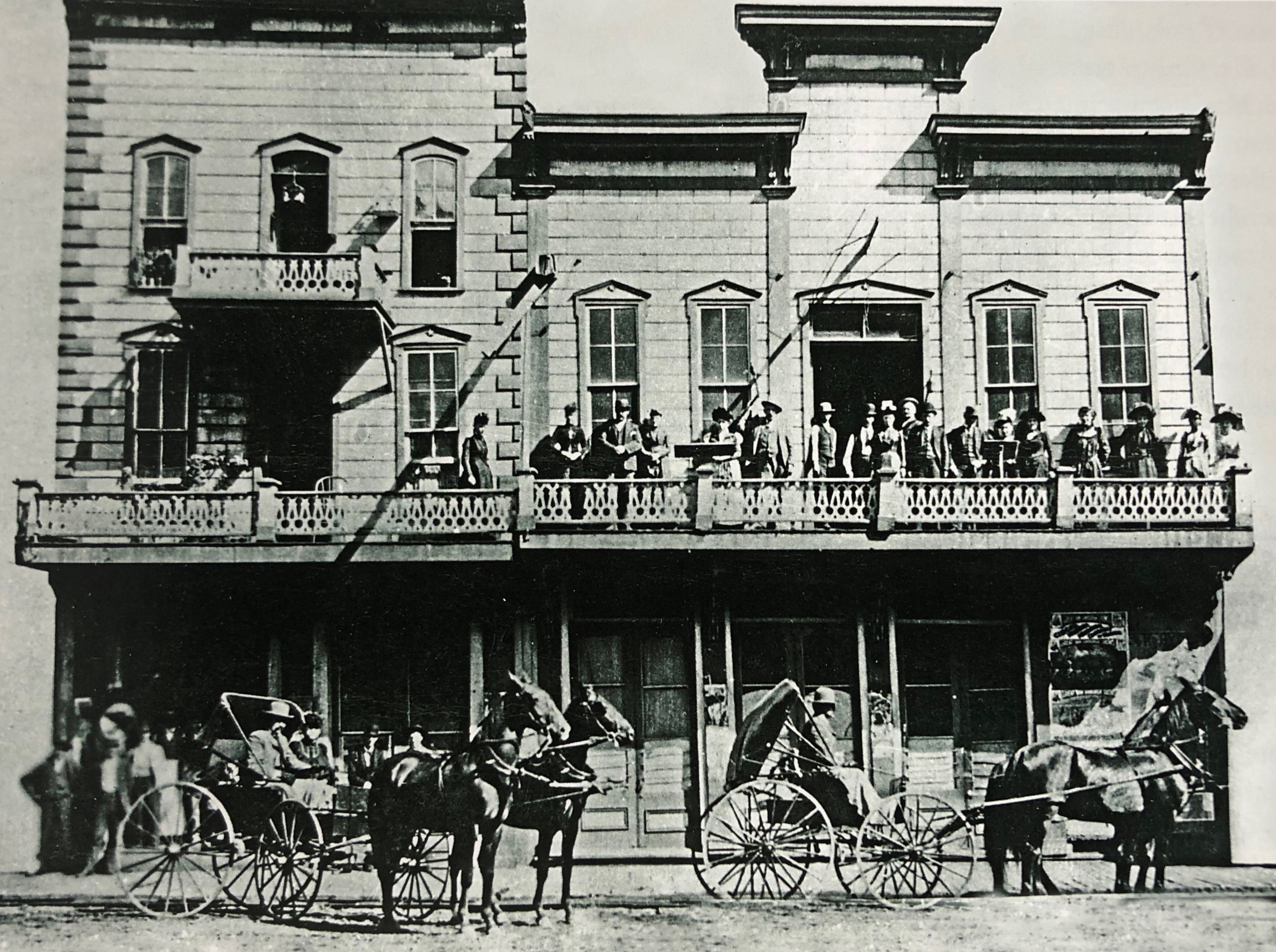
Das Gem 1878

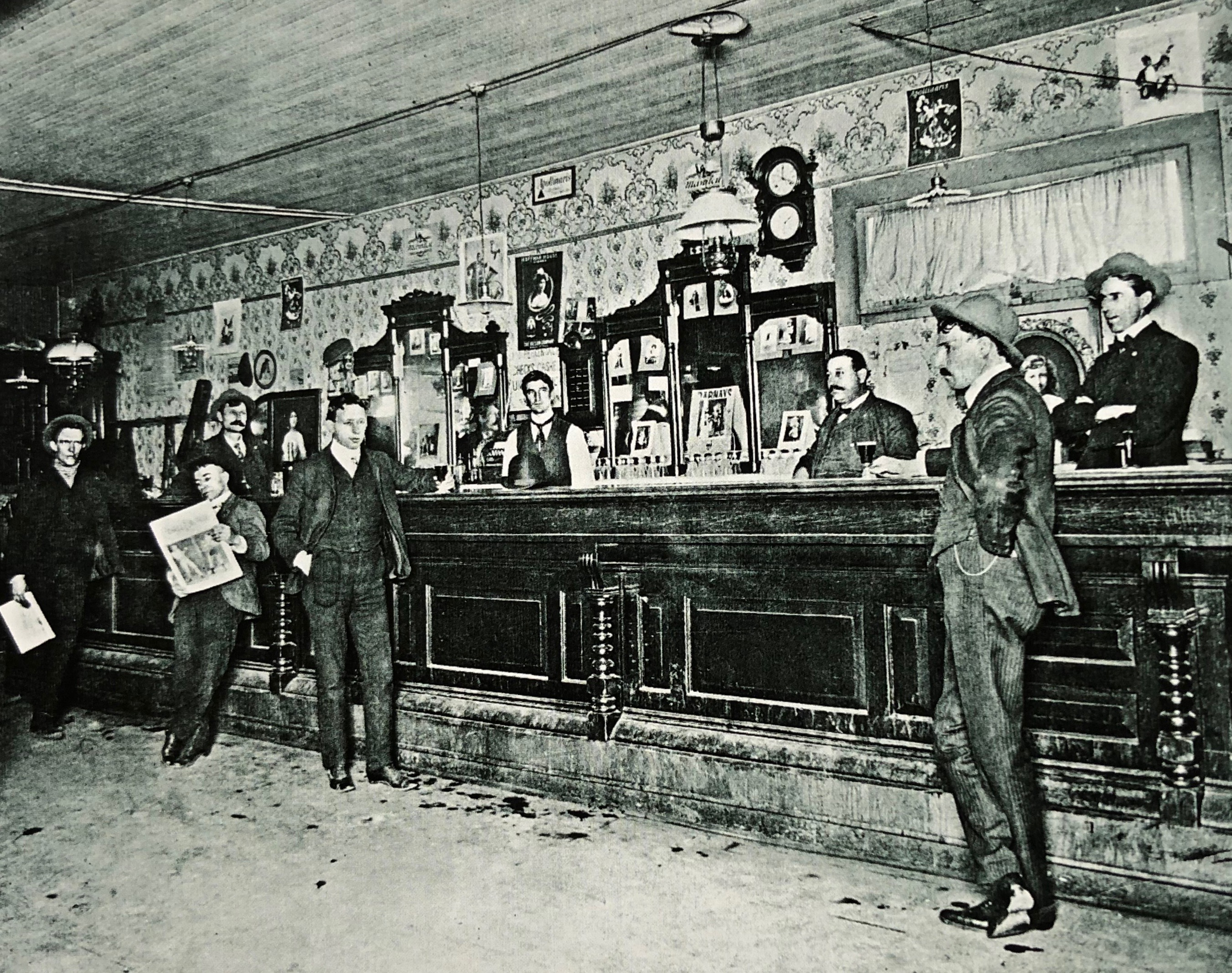
Der Saloon des Gem mit Swearengen, 3. v. r.

Swearengen und sein Zwillingsbruder Lemuel Swearengen waren die ältesten von acht Kindern des Ehepaars Daniel und Keziah Swearengen aus Oskaloosa.
Im Sommer 1876 kam Swearengen mit seiner Frau Nettie Swearengen in das Goldgräber-Camp Deadwood. Nettie ließ sich später aufgrund der Gewalttätigkeiten ihres Mannes scheiden. Swearengen heiratete noch zwei Mal. Beide Ehen gingen aber aufgrund seines Jähzorns in die Brüche.
Swearengen war der erste Einwohner von Deadwood, der nicht nach Gold schürfte oder in einer der Minen arbeitete. Für die Abenteurer richtete er eine kleine Bar mit dem Namen Cricket Saloon ein. Seine Bar erwies sich als äußerst lukrativ.
Am 7. April 1877 eröffnete er daher den wesentlich prächtigeren Saloon Gem Variety Theater. Neben den Variety-Shows und dem Alkohol war das Gem vor allem als Bordell bekannt. Dafür lockte Swearengen junge Frauen mit Versprechen in das abgelegene Deadwood und zwang sie dann unter anderem durch Gewaltanwendung zur Prostitution.
Im Laufe der Zeit gewann Swearengen zunehmend an Macht und galt bald als der einflussreichste Mann in Deadwood. Mit seinem Netz von Opiumkurieren, Handlangern und Auftragskillern agierte er als eine Art Pate. Sein Gem brachte am Abend durchschnittlich 5.000 bis 10.000 US-Dollar, was nach der Berücksichtigung der Inflation und den heutigen Maßstäben etwa 85.000 bis 170.000 US-Dollar entspricht.
Beim großen Stadtbrand am 26. September 1879 brannte auch das Gem bis auf die Grundmauern ab. Swearengen nahm dies zum Anlass, sein Etablissement noch prächtiger und größer wieder aufzubauen. Auch nach einem zweiten Brand im Jahr 1894 baute Swearengen das «Gem» wieder auf. Bei einem erneuten Brand 1899 stellte die Feuerwehr fest, dass jemand die Schlüssel zu den Hydranten entfernt hatte; das Gebäude brannte nieder.
Swearengen verließ die Stadt und ging nach Colorado. 1904 wurde er in Denver tot mit einer schweren Kopfverletzung aufgefunden. Die Umstände seines Todes wurden nicht untersucht.

## Sonstiges
Al Swearengen ist einer der Hauptcharaktere in der Fernsehserie Deadwood. Verkörpert wird er von Ian McShane.